# Loch Promenade Methodist Church

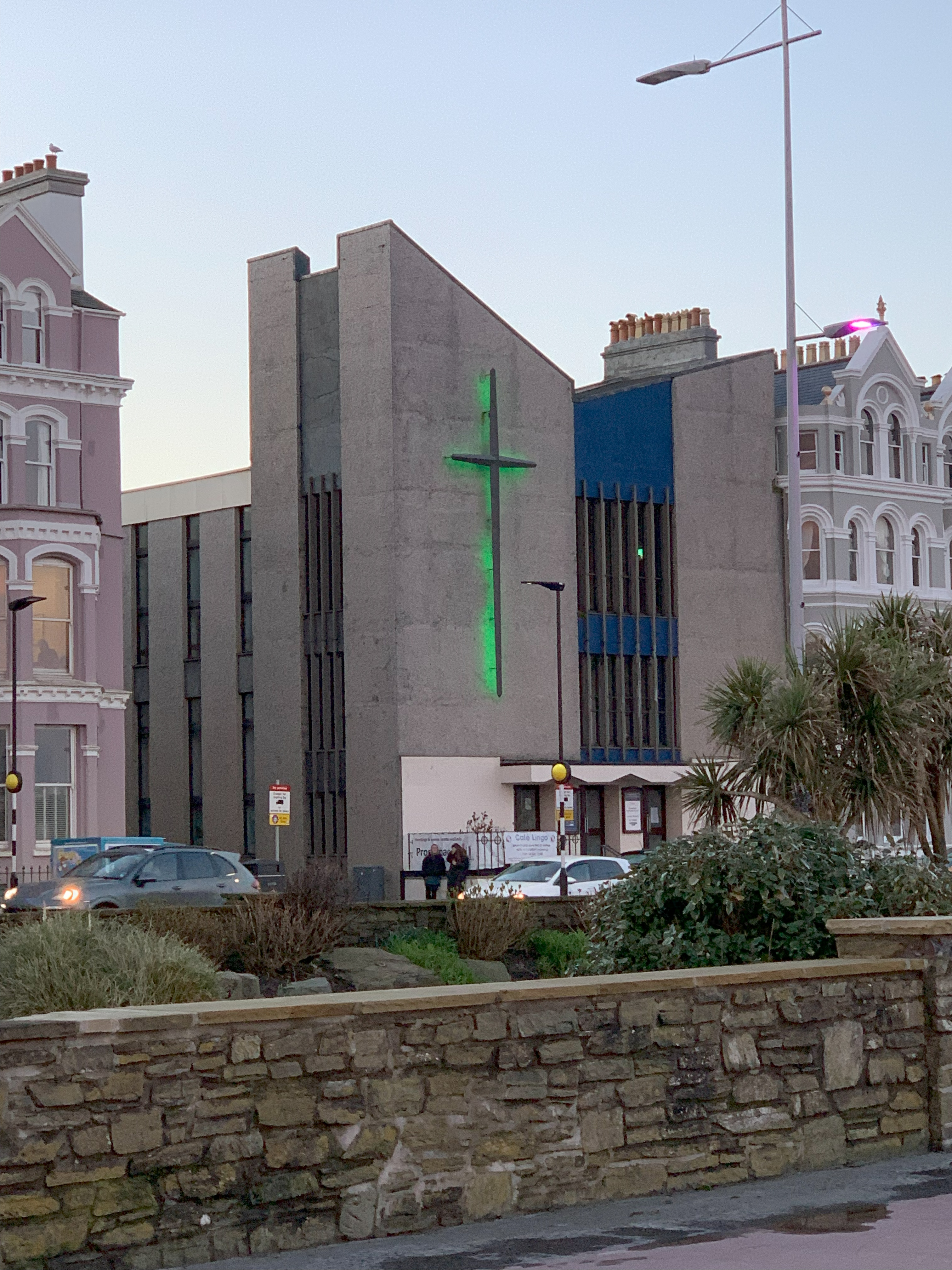
De Loch Promenade Methodist Church uit 1972-1973.

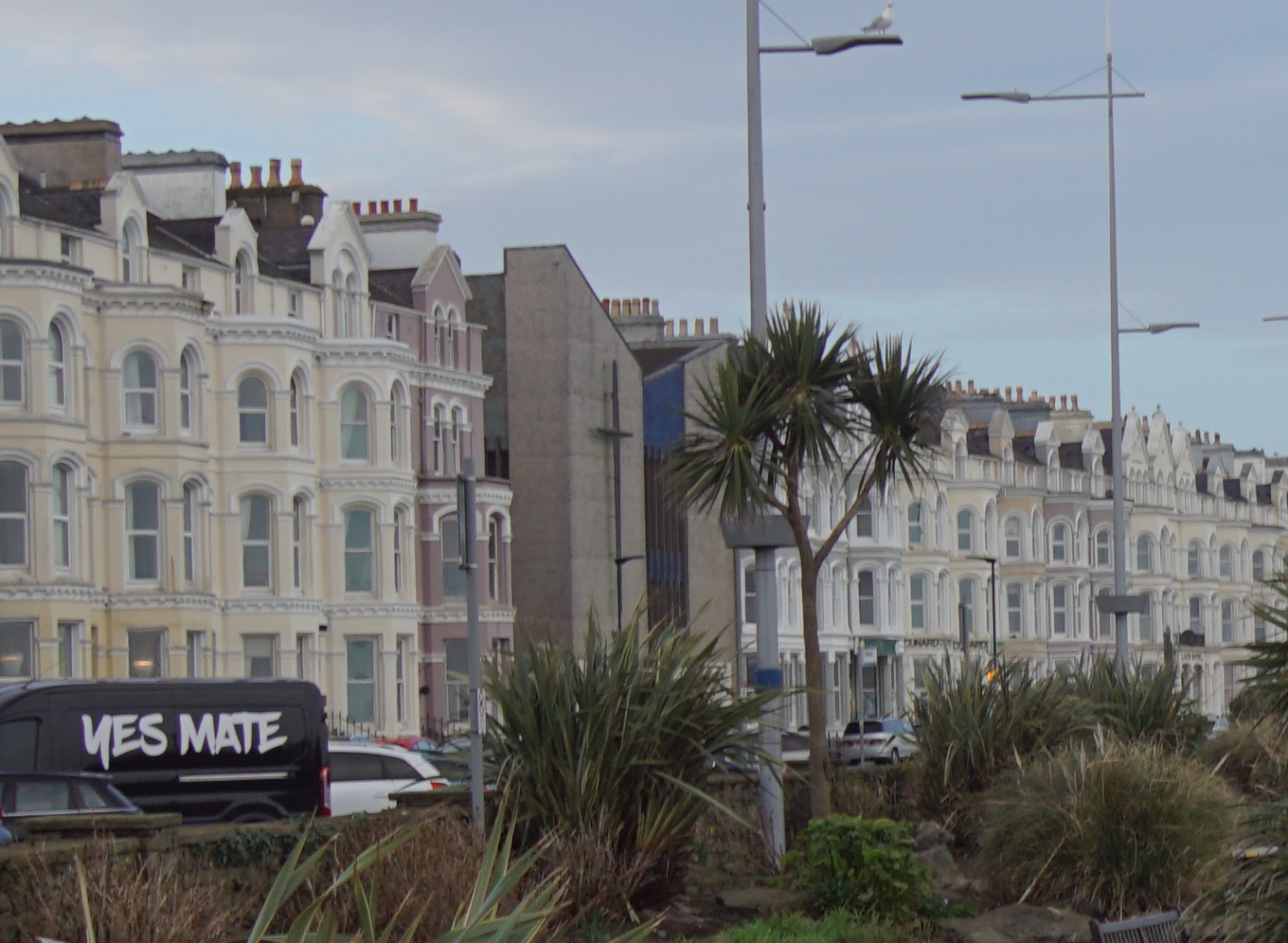
De kerk ligt op de hoek van de Loch Promenade en Howard Street tussen panden uit de vroege twintigste eeuw.

De Loch Promenade Methodist Church, ook Promenade Methodist Church, is een twintigste-eeuwse kerk, gelegen in Douglas op het eiland Man. 

## Geschiedenis
De Loch Promenade Methodist Church werd in 1972-1973 gebouwd door Davidson Marsh. Het design van deze kerk voorzag in een 'winterkerk' op de begane grond en een grotere ruimte op de eerste verdieping die dan in de zomer, wanneer er veel vakantiegangers waren, als kerk kon worden gebruikt. De kerk verving de Loch Parade Primitive Methodist Chapel uit 1878 die op dezelfde plek stond.

## Beschrijving
De Loch Promenade Methodist Church ligt aan de Loch Promenade op de hoek van Howard Street in Douglas. De voorzijde aan de Promenade toont een gebouw bestaande uit twee delen waarvan de daken aan de uiteinden hoog beginnen en elkaar op het laagste punt treffen. Het rechterdeel bestaat voor de helft uit glas; het linkerdeel heeft een groot gevelkruis. De voorgevel toont voor de rest enkel beton.
Het interieur bestaat deels uit houtwerk overgenomen uit de afgebroken Victory Street Chapel.